# بخش روتس‌تاون (شهرستان پورتیج، اوهایو)
بخش روتس‌تاون (به انگلیسی: Rootstown Township) یک منطقهٔ مسکونی در ایالات متحده آمریکا است که در شهرستان پورتیج، اوهایو واقع شده‌است.
 بخش روتس‌تاون ۷۰٫۴ کیلومتر مربع مساحت و ۷٬۲۱۲ نفر جمعیت دارد و ۳۲۵ متر بالاتر از سطح دریا واقع شده‌است.